# Sonanza
Sonanza är en svensk ensemble. Jan Risberg är dirigent och den drivande kraften bakom ensemblen.
Ensemblen är sprungen ur den så kallade Pierrotsättningen, efter Arnold Schönbergs klassiska mästerverk Pierrot Lunaire, op. 21. 

## Musiker
- Anna Lindal, violin I
- Josef Cabrales Alin, violin II
- Elsbeth Berg, viola
- Ewa Rydström, violoncell
- Mikael Karlsson, kontrabas
- Mats Widlund, piano
- Ann-Sofi Klingberg, piano
- Peter Rydström, flöjt
- Mats Wallin, klarinett
- Joakim Anterot, slagverk
- Jan Risberg, dirigent

## Repertoar i urval
- Arnold Schönberg - Pierrot Lunaire, op. 21
- Per Nørgård, Prelude to breaking
- Anders Eliasson, Senza Risposte, Fogliame
- Arne Mellnäs, Gardens
- Magnus Lindberg, ...de Tartuffe, je crois... , Ur
- Anders Nilsson, Reflections I-III, Divertimento
- George Crumb, Eleven Echoes of Autumn
- Daniel Börtz, Ett porträtt
- Henrik Strindberg, Cheap Thrills
- Per Mårtensson, a postcard signed G.B.
- Mikael Edlund, the lost Jugglery
- Lars Ekström, Garden of Ice
- Djuro Zivkovic, Le cimitière marin, Around the candle lights, Eclat de larme
- Pär Frid, Déjà vu, over and over again
- Benjamin Staern, Nattens djupa violoncell

## Discography
- Contemporary Nordic Chamber Music (ACCD 1010, 1988)
- Sonanza (CAP 21382, 1991)
- Sonanza (CAP 21450, 1995)
- Unheard of - Again (PSCD 180, 2008)

Medverkan på kompositörporträtt cd
- Arne Mellnäs (Nocturnes) (PSCD 22, 1985)
- Thomas Jennefelt: Dichterliebe (Musik till en katedralbyggare) (PSCD 68, 1993)
- Folke Rabe: Basta (Notturno) (PSCD 67, 1994)
- Lars Ekström: The Dream Age (Garden of Ice) (PSCD 122, 2001)
- Henrik Strindberg: Within Trees (Cheap Thrills) (PSCD 124, 2004)
- Peter Lindroth: Boxed Chamber (Grusmusikväska) (Nosag CD 146, 2007)